# Barnabas Kirui
Barnabas Kirui (12 dicembre 1985) è un ex siepista ed ex mezzofondista keniota.

## Biografia
Ha partecipato a due edizioni consecutive delle Universiadi, entrambe nei 3000 m siepi; nel 2007 ha anche vinto una medaglia d'argento.

## Palmarès
| Anno | Manifestazione | Sede    | Evento       | Risultato | Prestazione | Note |
| ---- | -------------- | ------- | ------------ | --------- | ----------- | ---- |
| 2005 | Universiadi    | Smirne  | 3000 m siepi | 7º        | 8'42"62     |      |
| 2007 | Universiadi    | Bangkok | 3000 m siepi | Argento   | 8'22"67     |      |